# Dinochloa luconiae
Dinochloa luconiae är en gräsart som först beskrevs av William Munro, och fick sitt nu gällande namn av Elmer Drew Merrill. Dinochloa luconiae ingår i släktet Dinochloa och familjen gräs. Inga underarter finns listade i Catalogue of Life.